# Melvin Sitti
Melvin Sitti (ur. 14 lutego 2000 w Paryżu) – francuski piłkarz togijskiego pochodzenia występujący na pozycji pomocnika w angielskim klubie Norwich City. Wychowanek Paris, w trakcie swojej kariery grał także w takich zespołach, jak Sochaux oraz Waasland-Beveren.